# Kenny van Hummel

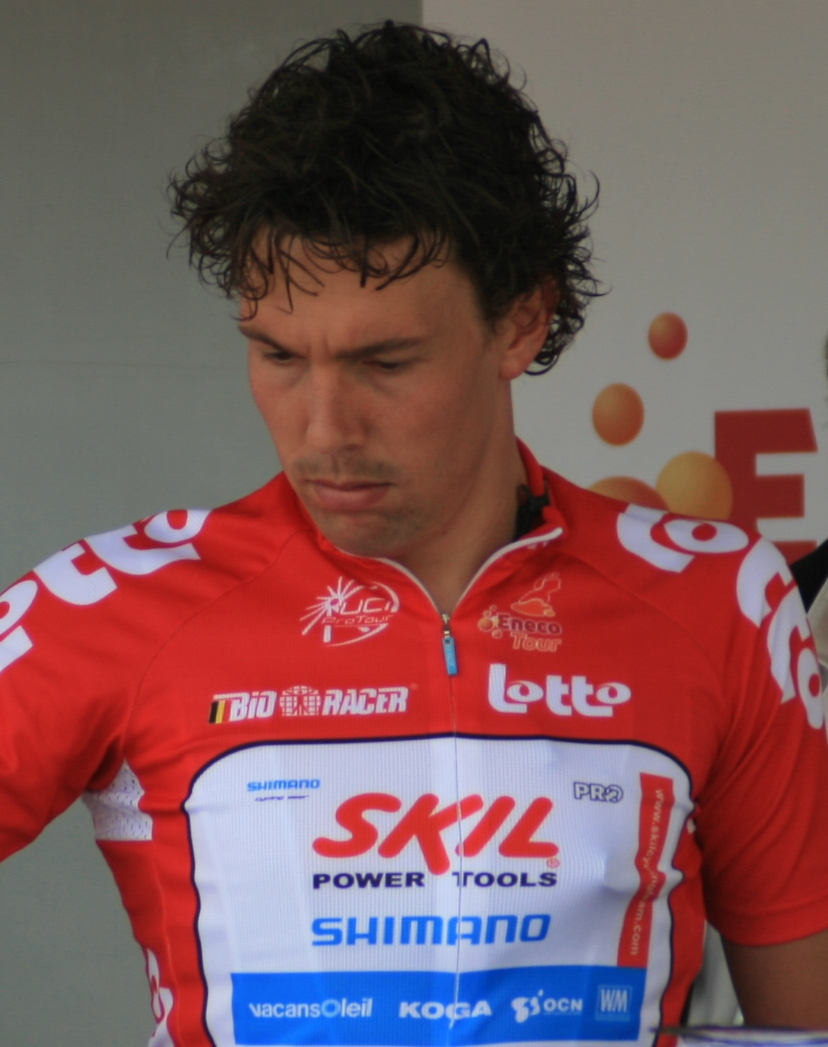
Kenny van Hummel

Kenny Robert van Hummel (* 30. September 1982 in Arnheim) ist ein ehemaliger niederländischer Radrennfahrer.

## Karriere
Kenny van Hummel begann seine internationale Karriere 2002 beim Rabobank-Nachwuchsteam. 2003 gewann er den Omloop der Vlaamse Gewesten. Er wechselte 2004 zu Van Hemert-Eurogifts, die sich später Eurogifts.com nannten, und sammelte dort einige Siege in unterklassigen Elite- und U23-Rennen. Von 2006 bis 2011 fuhr er für das niederländische Professional Continental Team Skil-Shimano. Bei der Katar-Rundfahrt 2006 wurde er Zwölfter in der Gesamtwertung und Dritter in der Nachwuchswertung, knappe fünf Sekunden hinter dem Sieger Matti Breschel. Zu seinen größten Erfolgen in dieser Zeit zählen ein Etappensieg bei den Vier Tage von Dünkirchen 2009, die insgesamt sieben Etappensiege bei der Tour of Hainan 2010 und 2011, sowie 2011 der Gewinn der Gesamtwertung nebst zwei Etappen der Ronde van Drenthe und des Eintagesrennens Memorial Rik Van Steenbergen.
Bekannt wurde van Hummel bei der Tour de France 2009. Er verlor bei mehreren Bergetappen bereits in der Anfangsphase den Anschluss an das Feld und legte fast die gesamte Strecke als Solist zurück. Dabei erreichte er mehrmals nur kurz vor dem Zeitlimit das Ziel, stieg aber dennoch nie vom Rad. Sein Ziel, als Träger der Lanterne Rouge in Paris anzukommen, war dabei sein Ansporn. Auf Grund eines Sturzes bei einer Abfahrt während der 17. Etappe und den daraus resultierenden Verletzungen musste er diese Zielsetzung allerdings aufgeben.
Nachdem er von seinem letzten Team, der italienischen Mannschaft Androni Giocattoli-Venezuela keinen neuen Vertrag erhielt, beendete er nach Ablauf der Saison 2014 seine Karriere. Für dieses Team gewann er 2013 und 2014 mehrere Etappen kleinerer Rundfahrten.

## Familie
Kenny van Hummel ist ein Cousin von Radrennfahrer Leo Peelen und ebenso wie dieser Botschafter der niederländischen Krebs-Stiftung Tegenkracht.

## Erfolge
2007
- Ronde van Noord-Holland

2009
- Ronde van Overijssel
- eine Etappe Vier Tage von Dünkirchen
- Batavus Prorace
- Dutch Food Valley Classic
- Tour de Rijke

2010
- eine Etappe Tour de Picardie
- eine Etappe Belgien-Rundfahrt
- vier Etappen Tour of Hainan

2011
- Gesamtwertung und zwei Etappen Ronde van Drenthe
- eine Etappe Presidential Cycling Tour of Turkey
- Memorial Rik Van Steenbergen
- drei Etappen Tour of Hainan

2012
- eine Etappe Tour de Picardie

2013
- eine Etappe Arctic Race of Norway

2014
- eine Etappe Tour de Langkawi
- eine Etappe Tour de Azerbaijan
- eine Etappe Vuelta a Venezuela

## Grand Tour-Gesamtwertung
| Grand Tour            | 2009 | 2010 | 2011 | 2012 | 2013 | 2014 |
| --------------------- | ---- | ---- | ---- | ---- | ---- | ---- |
| Giro d’ItaliaGiro     | −    | −    | −    | −    | −    | −    |
| Tour de FranceTour    | DNF  | −    | −    | DNF  | −    | −    |
| Vuelta a EspañaVuelta | −    | −    | −    | −    | −    | −    |

## Teams
- 2002 Rabobank TT3
- 2003 Rabobank TT3
- 2004 Van Hemert-Eurogifts
- 2005 Eurogifts.com
- 2006 Skil-Shimano
- 2007 Skil-Shimano
- 2008 Skil-Shimano
- 2009 Skil-Shimano
- 2010 Skil-Shimano
- 2011 Skil-Shimano
- 2012 Vacansoleil-DCM
- 2013 Vacansoleil-DCM
- 2014 Androni Giocattoli-Venezuela